# Ibai Rejas García
Ibai Rejas García (Vitoria, 11 de julio de 1982) es un exfutbolista español que jugaba de interior por ambas bandas, aunque también podía actuar como mediapunta o segundo delantero, incluso como lateral.

## Trayectoria
Rejas se formó en las categorías inferiores del C.D. Aurrerá de Vitoria, debutando en Segunda B de la mano de Carlos Lasheras el 14 de abril de 2001 frente al R. Racing C. de Santander "B". No fue hasta la temporada 2003-2004 cuando se consolidó en el primer equipo rojillo, coincidiendo con el descenso a 3ª División.
La temporada siguiente regresó a la 2ªB al fichar por el Alavés B. Una temporada más tarde fue fichado por el entrenador Juan José Martín Delgado, con quien coincidió en el filial alavesista, para el C.D. Castellón (2ª División), aunque no llegó a debutar con los orelluts al ser cedido primero al C.D. Móstoles (2ªB) y luego al Alavés B (2ªB).
Tras quedar libre de su contrato con el C.D. Castellón inició una carrera por diversos conjuntos de 2ªB: Barakaldo C.F. (06-07 y 08-09), Burgos C.F. (07-08), U.E. Lleida (09-10) y Zamora C.F. (10-11).
El último tramo de su carrera Ibai Rejas volvió a 3ª División para jugar en el Club Portugalete (11-12) y Zalla U.C. (12-13). Retirándose en el conjunto jarrero tras jugar allí la temporada 13-14.

## Clubes
| Club                                                | País   | Año       |
| --------------------------------------------------- | ------ | --------- |
| C.D. Aurrerá de Vitoria "B"/C.D. Aurrerá de Vitoria | España | 2000-2004 |
| Deportivo Alavés B                                  | España | 2004-2005 |
| C.D. Castellón                                      | España | 2005-2006 |
| C.D. Móstoles (cedido)                              | España | 2005-2006 |
| Deportivo Alavés B (cedido)                         | España | 2005-2006 |
| Barakaldo C.F.                                      | España | 2006-2007 |
| Burgos C.F.                                         | España | 2007-2008 |
| Barakaldo C.F.                                      | España | 2008-2009 |
| U.E. Lleida                                         | España | 2009-2010 |
| Zamora C.F.                                         | España | 2010-2011 |
| Club Portugalete                                    | España | 2011-2012 |
| Zalla U.C.                                          | España | 2012-2013 |
| Club Portugalete                                    | España | 2013-2014 |